# Tödliche Flucht
Tödliche Flucht (Originaltitel: Taken Down), auf Deutsch auch Taken Down – Überleben in Irland, ist eine 6-teilige irische Krimi- und Drama-Fernsehserie von 2018. Sie erzählt von Ermittlungen in einem Mordfall und damit einhergehend von Menschenhandel und Zwangsprostitution von afrikanischen Flüchtlingen in Irland.

## Handlung
An einer Bushaltestelle nahe einem Flüchtlingsheim am Stadtrand von Dublin wird die Leiche der minderjährigen Nigerianerin Esme gefunden. Inspector Jen Rooney von der Garda Síochána ermittelt mit ihrem Team in dem Mordfall. Dabei befragen sie Mitarbeiter und Bewohner des Flüchtlingsheims, so auch Abeni Bankole, Mutter von zwei jugendlichen Söhnen, mit denen sie schon seit acht Jahren dort wohnt. Etliche Bewohner sind der Polizei gegenüber misstrauisch, so auch der Algerier Samir, der Suizid begeht, nachdem Jens Kollege ihn beschuldigt hat, pervers zu sein. Wenig später erfahren die Ermittler, dass auch die unbegleitete Minderjährige Flora aus dem Heim verschwunden ist.
Abeni arbeitet nachts als Reinigungskraft in einem Dubliner Bordell, wo der Zuhälter Gar mit seinen Helfern Benjamin und Tobi etliche junge Afrikanerinnen als Prostituierte beschäftigt. Aus Angst vor negativen Konsequenzen für sich und, weil Flora von ihm erpresst wird, kehrt Flora zu Gar zurück, der sie in dem Bordell gefangen hält. Da Jen den Verdacht hat, dass Abeni ihr etwas verheimlicht, lässt sie sie observieren, wodurch die Polizei auf das Bordell aufmerksam wird. Als Jen das Haus mit ihren Kollegen stürmt, ist es – abgesehen von der Puffmutter Marvelous – bereits von Gars Bande verlassen, weil diese Verdacht geschöpft und rechtzeitig geflohen ist. Marvelous verweigert zunächst jede Aussage und wird dann von der Polizei wieder freigelassen.
Die polizeiliche Durchsuchung des Bordells hat aber zur Folge, dass Jens Team von der Verbindung von Wayne, der das Flüchtlingsheim leitet, mit dem Bordell erfährt und von einem Video, auf dem Wayne in dem Bordell bei einer Feier zu seinem Junggesellenabschied zu sehen ist. Zudem finden die Forensiker in dem Bordell Spuren von Esmes Blut, deren Form auf einen linkshändigen Täter deutet. Bei den weiteren Ermittlungen findet die Polizei das Gebäude, in dem Gar das Bordell inzwischen neu eingerichtet hat, und verhaftet dabei Marvelous, Benjamin und Tobi; zudem werden Flora und andere Zwangsprostituierte befreit.
Als die Polizei die Verhafteten verhört, kann Jen durch Verweis auf Marvelous´ Verhältnis mit Benjamin, von dem sie sich verschmäht fühlt, Marvelous zur Aussage bewegen. Zudem erhärtet sich der Verdacht gegen Marvelous wegen ihrer Linkshändigkeit. Rückblenden zufolge wurde Marvelous nach der Junggesellenabschiedsfeier eifersüchtig, weil Benjamin Esme bevorzugt hat, und verletzte Esme dabei schwer am Kopf. Benjamin und Gar ließen Tobi die verletzte und verwirrte Esme in Richtung des Flüchtlingsheims bringen, jedoch verlor sie kurz vor der Ankunft das Bewusstsein. Auf Gars Anweisung hin ließ Tobi Esme dort zurück.
Bis zum Schluss der Handlung kann die Polizei Gar nicht identifizieren, vermutet ihn jedoch auf dem Video der Feier zu erkennen.

## Veröffentlichung
Seine englischsprachige Erstausstrahlung hatte die Serie beim irischen Sender RTÉ One in wöchentlichem Rhythmus zwischen dem 4. November und 9. Dezember 2018. Auf Deutsch war sie ab dem 16. Januar 2020 zum Abruf per Video-on-Demand in der Arte-Mediathek verfügbar. Am 23. und 30. Januar strahlte Arte je drei Episoden im Abendprogramm erstmals auf Deutsch aus.

## Rezeption
Die Autorin Heike Hupertz fand in der FAZ lobende Worte zu der Serie, denn es gelinge ihr „mit Bravour“, aus Unsichtbaren Gesehene zu machen, das heißt, die wachsende Depression und kriminelle Ausbeutung der Geflüchteten sichtbar zu machen. Aïssa Maïga verkörpere die Witwe Abeni „überzeugend mit zurückhaltendem Ernst und vorsichtiger Wärme“. Ebenfalls überzeugend befand Harald Keller in der Frankfurter Rundschau die Schauspieler. Zudem sei es ein Vorzug der Serie, dass ihr Thema aktuell und hochrelevant sei. Der Regisseur und der Kameramann ließen „auch auf der Bildebene über das Vordergründige hinaus Bedeutungen entstehen, ohne in selbstzweckhafte Mätzchen zu verfallen.“